# Milica Semków
Milica Anna Semków właśc. Milica Jakóbiec-Semków (ur. 25 lutego 1942 w Brzeżanach) – polska slawistka, prof. dr hab. nauk filologicznych.

## Życiorys
Pochodzi z mieszanej rodziny polsko-serbskiej. Jest córką slawisty i dyplomaty Mariana Jakóbca oraz serbskiej filolożki Natalii. Pierwsze lata życia spędziła we Lwowie, skąd w 1945 rodzina przeniosła się do Krakowa, a następnie do Belgradu, by wreszcie osiąść we Wrocławiu. W 1964 ukończyła studia polonistyczne na Uniwersytecie Wrocławskim, pisząc pracę magisterską poświęconą Romanowi Zmorskiemu. W 1973 obroniła pracę doktorską.
Po studiach rozpoczęła pracę w Katedrze Literatury Polskiej, stamtąd trafiła do Instytutu Filologii Słowiańskiej, organizując lektorat języka serbskiego, a z czasem specjalizację serbsko-chorwacką. Stopień doktora habilitowanego uzyskała w 1990, na podstawie rozprawy: Słowiańska pieśń ludowa w polskich przekładach doby romantyzmu. W 2003 uzyskała tytuł profesorski. Jej podstawowym obszarem badawczym pozostaje literatura i folklor serbski. Jest członkinią Komitetu Słowianoznawstwa PAN oraz Wrocławskiego Towarzystwa Naukowego.
W życiu prywatnym jest mężatką (mąż dr hab. Jerzy Semków), ma dwie córki i syna.

## Dzieła
- 1975: Kazimierz Brodziński i słowiańska pieśń ludowa
- 1978: Wybrane zagadnienia literatury powszechnej : antologia tekstów poetyckich (wybór i oprac.)
- 1980: Wybrane zagadnienia literatury powszechnej : przewodnik metodyczny do nauki przedmiotu dla studentów Zaocznego Studium Bibliotekoznawstwa
- 1984: Literatura powszechna : przewodnik metodyczny do nauki przedmiotu dla studentów bibliotekoznawstwa i informacji naukowej
- 1991: Słowiańska pieśń ludowa w polskich przekładach doby Romantyzmu